# Texto estructurado
Structured Text es un lenguaje de marcas ligero creado para escribir textos de manera cómoda y rápida. Tiene la principal ventaja de que ese texto puede usarse para generar documentos equivalentes en HTML, TeX, docbook u otros lenguajes.
Actualmente se usa más reStructuredText, que es una revisión que mejora y amplía StructuredText.